# Kunsten at græde i kor (bog)
 For alternative betydninger, se Kunsten at græde i kor. (Se også artikler, som begynder med Kunsten at græde i kor)
Kunsten at græde i kor er en dansk roman fra 2002 skrevet af Erling Jepsen. Bogens handling udspiller sig i Sønderjylland og fortælles af en jeg-fortæller, der er en 11-årig dreng, hvis navn er Allan. 
Romanen er en delvist selvbiografisk fortælling om Erling Jepsens egne minder og erindringer fra barndommens land. Erling Jepsen har i et interview udtalt at Kunsten at græde i kor er hans mest selvbiografiske værk.
Bogen har inspireret til filmen Kunsten at græde i kor fra 2006.
 Der er for få eller ingen kildehenvisninger i denne artikel, hvilket er et problem. Du kan hjælpe ved at angive troværdige kilder til de påstande, som fremføres i artiklen.

| Bog | Spire Denne artikel om bøger og tidsskrifter er en spire som bør udbygges. Du er velkommen til at hjælpe Wikipedia ved at udvide den. |